# Fermion Diraca
Cząstka Diraca – fermion opisywany równaniem Diraca, czyli nieidentyczny ze swoją antycząstką; pojęcie komplementarne do cząstki Majorany. Nazwa cząstek Diraca pochodzi od nazwiska fizyka Paula Diraca, który jako pierwszy zapisał równanie opisujące jednocześnie elektron i pozyton.
W modelu standardowym cząstkami Diraca są wszystkie fermiony elementarne. Istnieją jednak teorie wykraczające poza ten model, zgodnie z którymi neutrina są cząstkami Majorany.
Spinor Diraca można przedstawić za pomocą dwóch spinorów Weyla, które to zmieniają się w różny sposób przy transformacjach Lorentza. Reprezentacja fundamentalna {\displaystyle \operatorname {SL} (2,\mathbb {C} )} (nakrycie uniwersalne właściwych transformacji Lorentza) działa na lewoskrętne spinory Weyla, a reprezentacja antyfundamentalna na prawoskrętne.